# Río Yuan (Yangtsé)
El río Yuan  (en chino, 沅江; pinyin, Yuánjiāng o en chino, 沅水; pinyin, Yuánshuǐ) es un largo río que discurre por la provincia de Hunan de la República Popular China, uno de los cuatro ríos mayores de la provincia, un afluente por la margen derecha del curso medio del río Yangtsé. Tiene una longitud, incluidas sus fuentes, de 1033 kilómetros (de ellos 568 en Hunan) y drena una amplia cuenca de unos 89 163 km², mayor que países como Azerbaiyán o Austria.
Las fuentes del curso superior del río Yuan nacen en la provincia de Guizhou, en las montañas Miao, cerca de Tu-yün y es navegable. El curso superior se llama río Lung-t'ou, y aguas abajo se llama río Ch'ing-shui. Se convierte en el río Yuan después de su confluencia con su principal afluente que le aborda desde el norte, el río Wu.
Su principal afluente es el río You o Youshui (酉水), que le aborda por la izquierda en la ciudad de Yuanling, con una longitud de 477 km y una cuenca drenada de 18.350 km².
28°25′37″N 110°22′49″E / 28.42694, 110.38028